# استفان رابینت
استفان رابینت (انگلیسی: Stéphane Robinet؛ زادهٔ ۲ مهٔ ۱۹۸۳) بازیکن فوتبال اهل فرانسه است.
از باشگاه‌هایی که در آن بازی کرده‌است می‌توان به باشگاه فوتبال پاریس اف سی اشاره کرد.